# لورئال

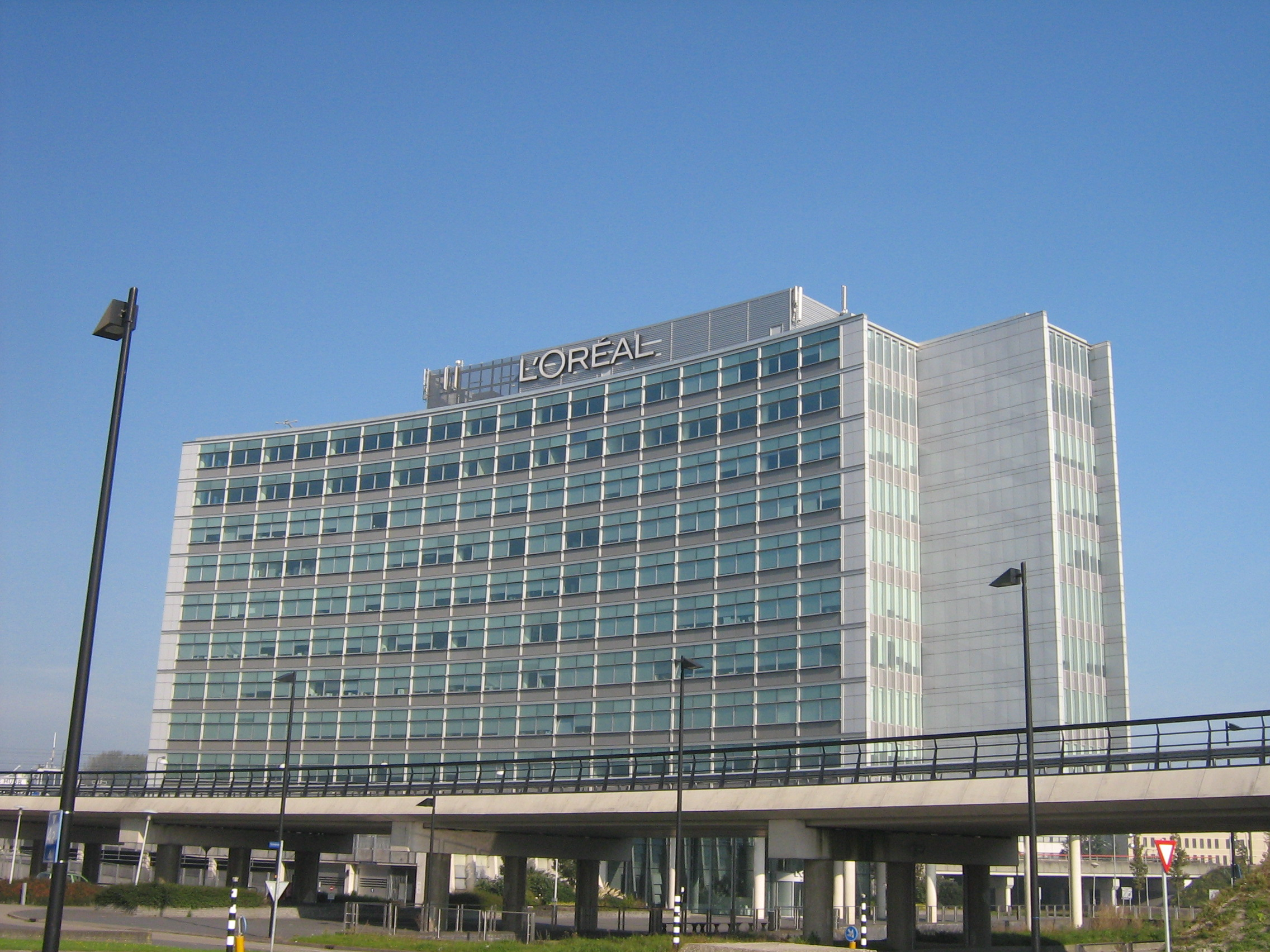
ساختمان دفتر مرکزی لورئال، در شهر کلیشی، او-دو-سن

لورئال اس.ای. (به فرانسوی: L'Oréal S.A.) شرکت تولید محصولات آرایشی و بهداشتی چندملیتی فرانسوی است، که به عنوان بزرگ‌ترین تولیدکننده لوازم آرایشی در جهان شناخته می‌شود.
شرکت لورئال در سال ۱۹۰۹ توسط شیمی‌دان فرانسوی؛ اوژن شولر در شهر پاریس تأسیس شد؛ و امروزه دامنه گسترده‌ای از محصولات آرایشی و بهداشتی را تولید می‌کند و تمرکز اصلی آن بر توسعه محصولاتی چون رنگ مو، کرم‌های مراقبت از پوست و ضدآفتاب، لوازم آرایشی، عطر و ترکیبات معطر، همچنین پژوهش در زمینه‌های مهندسی بافت، درماتولوژی و تولید داروهای شیمیایی معطوف می‌باشد و در حوزه فناوری نانو دارنده بالاترین شمار ثبت اختراع در ایالات متحده است.
دفتر مرکزی لورئال در حومه شهر پاریس، در کلیشی، او-دو-سن قرار دارد. بخشی از سهام این شرکت در بازارهای بورس یورونکست و بورس فرانکفورت مبادله می‌شود. فرانسوا بتانکور می‌یر با در اختیار داشتن ۳۱٪ از سهام و شرکت نستله با مالکیت ۳۰٪، اکثریت سهام لورئال را در اختیار دارند. این شرکت مالک برندهایی چون لنوین، لانکوم، گارنیه، میبلین، بادی شاپ و دیزل می‌باشد.

## تاریخچه

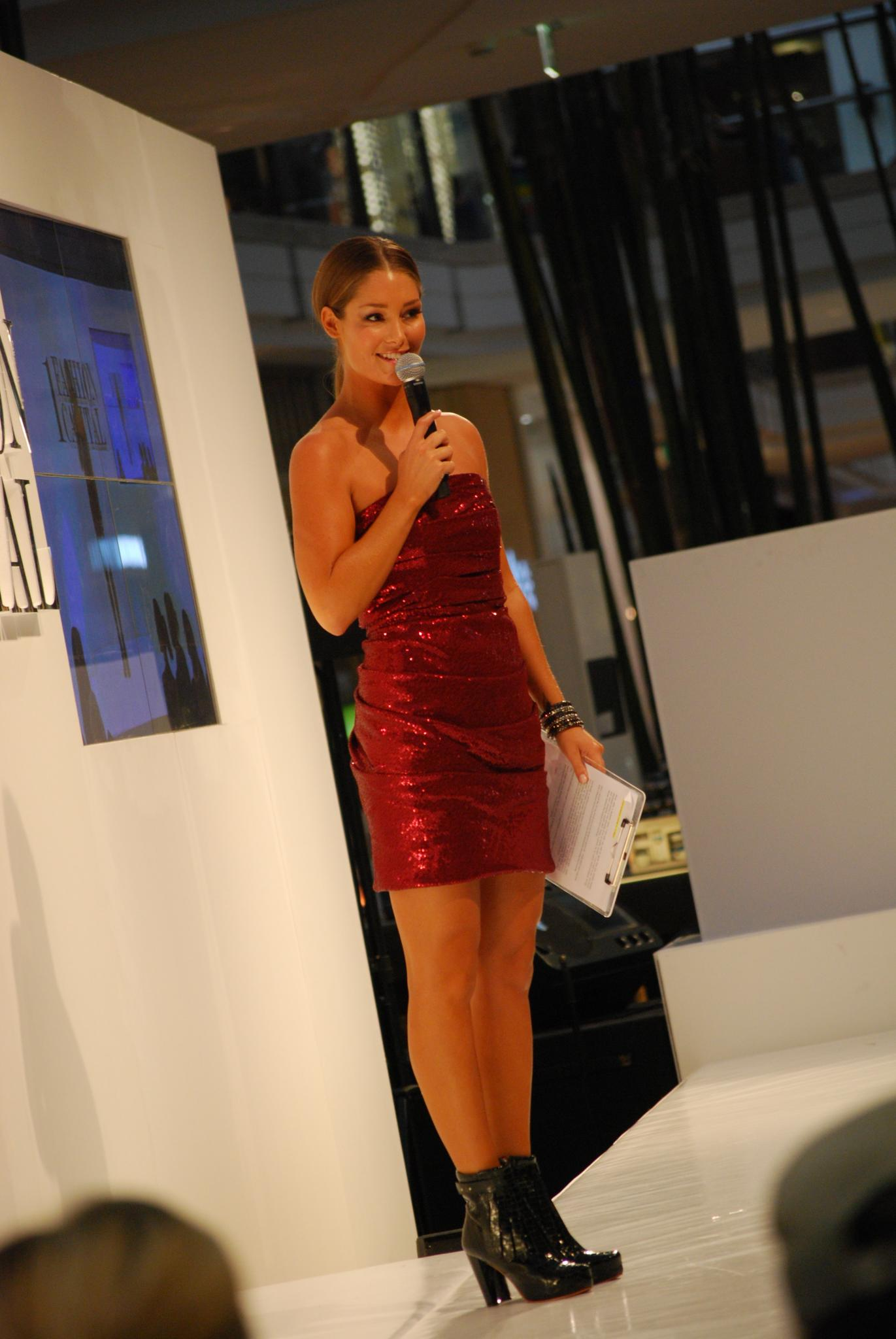
ارین مک‌نات در فستیوال مُد ملبورن لورئال، سال ۲۰۱۰

در سال ۱۹۰۷ یک شیمی‌دان جوان فرانسوی زاده آلزاس؛ به نام اوژن شولر، رنگ مویی بنام اورئال (به فرانسوی: Auréole) که اولین رنگ موی شیمیایی جهان بود را ابداع کرد. او یک سال بعد با تکیه بر این نوآوری، فعالیت تجاری خود را با نام «شرکت رنگ موی بی‌ضرر فرانسوی» پایه‌گذاری کرد، که بعدها نام شرکت به لورئال تغییر یافت.
این شرکت در ابتدا به صورت تک‌نفره هدایت می‌شد. اوژن برای درست کردن رنگ مو از خواب شبانه گذشته بود و روزها هم برای فروش محصولات خود به آرایشگاه‌های پاریس سر می‌زد. کم‌کم مرحله تثبیت کمپانی لورئال آغاز شد. در سال ۱۹۰۹ اوژن موفق شد از یک شرکت سرمایه‌گذاری، وام مختصری بگیرد که با آن توانست هم یک آپارتمان بزرگ‌تر اجاره کند و هم اولین کارمند شرکت را استخدام نماید. او همچنین در یک مجله مخصوص آرایشگاه‌ها شروع به تبلیغ برای محصول جدید خود کرد. در سال ۱۹۳۴ لورئال آنقدر بزرگ شده بود که توانست شرکت فرانسوی مونسارون را بخرد. این موقعیت برای اوژن عرصه بسیار مناسبی را فراهم کرد، تا بتواند دومین نوآوری بزرگ لورئال یعنی اولین شامپوی بدون صابون را ارائه نماید. با این حال او به جای اینکه این کالای جدید را شامپوی لورئال بنامد، به آن یک نام تجاری جدید یعنی دوپ (به فرانسوی: Dop) بخشید.
در سال‌های بعد خرید شرکت‌های موجود و به وجود آوردن نام‌های تجاری جدید در رسته‌های متفاوت کالا، الگوی کاری شرکت لورئال شد؛ مثلاً در دهه ۱۹۶۰ میلادی شرکت‌های لانکوم و گارنیه را خرید و شرکت برند عطر «گای لاروش» را به وجود آورد. هنگامی که لورئال در سال ۱۹۹۶ شرکت میبلین را به مبلغ ۷۵۸ میلیون دلار خرید، آگاهانه بر اصلیت آمریکایی آن تأکید ورزید و زیرمجموعه‌های جدیدی به آن افزود. این استراتژی کارساز بود. فروش میبلین تا سال ۲۰۰۳ دو برابر شد و امروزه نسبت به قبل از زمان واگذاری به لورئال در خارج از ایالات متحده آمریکا، نام تجاری بسیار بزرگ‌تری است.
در سال ۲۰۰۶ لورئال شرکت آرایشی بادی شاپ را به مبلغ ۶۵۲ میلیون پوند خریداری کرد. بادی شاپ در حال حاضر بزرگ‌ترین شرکت تابعه لورئال محسوب می‌شود. در ۲۸ ژوئن ۱۹۹۹ مجله بلومبرگ بیزنس‌ویک در مقاله‌ای با عنوان «لورئال، زیبایی یک برندینگ جهانی» رمز موفقیت شرکت لورئال را توانایی آن در شناساندن جذابیت فرهنگ‌های متفاوت، در قالب محصولات گوناگون دانست. نکته جالب در مورد لورئال این است که از ضربه خوردن از خودش نمی‌ترسد. از آنجایی که این شرکت نام‌های تجاری بسیاری در بازارهای مشابه دارد خطر این که هر کدام از آن‌ها فروش دیگری را تحت‌الشعاع قرار دهد بسیار زیاد است. امروزه، برندهای زیرمجموعه لورئال آنقدر رشد کرده‌اند که بزرگ‌ترین رقیب خودش هستند.

## تبلیغات

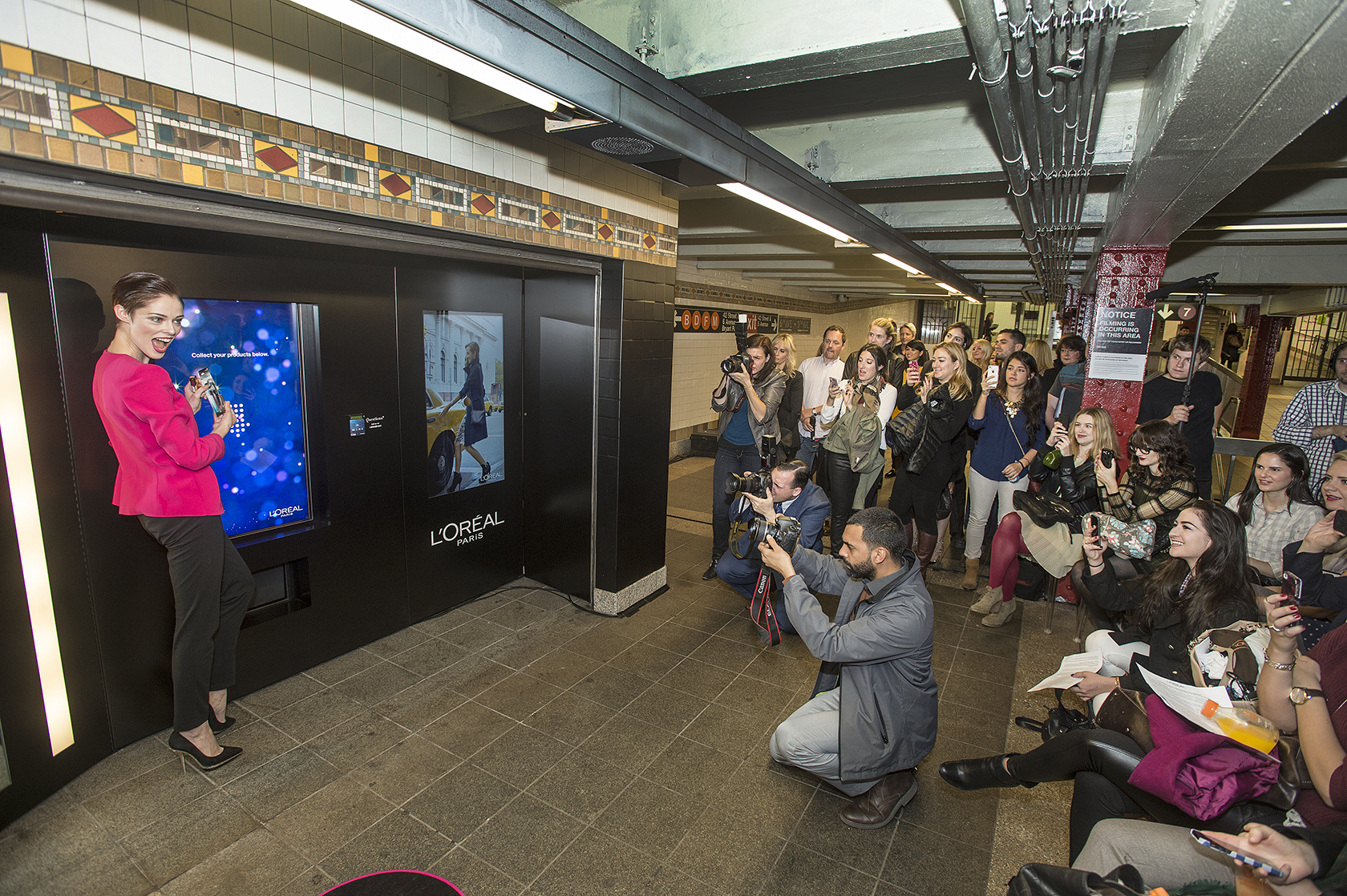
کیوسک لورئال در شهر نیویورک

شعار تبلیغاتی شرکت لورئال؛ «برای اینکه شما شایستگی آن را دارید» است. این شعار تابه‌حال در آگهی‌های تلویزیونی این شرکت از زبان بسیاری از اشخاص مشهور چون؛ بن افلک و جنیفر آنیستون شنیده شده‌است، که به خوبی هویت نام تجاری لورئال را آشکار می‌سازد. این شعار مثل خود شرکت، جهانی بودن را با ویژگی‌های شخصی می‌آمیزد. مخاطبان این شعار هم خریداران تک و هم بازارهای عمده هستند.
همچنین به‌تازگی، خط تولید؛ لورئال کودکان با شعار «برای اینکه ما نیز شایستگی آن را داریم» افتتاح شده‌است. لورئال در برابر این وسوسه که تمامی نام‌های تجاری خود را زیر پرچم لورئال به شکل یک مجموعه مشابه ارائه دهد، مقاومت کرده‌است و توانسته به هر کدام به‌طور جداگانه قدرت ببخشد. لورئال فقط به منظور ارائه نام‌های تجاری جدید آن‌ها را نمی‌سازد. بلکه با در نظر گرفتن بازار اختصاصی برای هر کدام، نام تجاری جدید ارائه داده یا روی آن‌ها بیشتر سرمایه‌گذاری می‌کند.

## تولید
لورئال هر ساله به‌طور متوسط بیش از ۳٫۰۰۰ فرمول شیمیایی جدید، در محصولاتش ارائه می‌دهد و در هر ثانیه ۸۵ محصول خود را به فروش می‌رساند. بیش از ۶۷ هزار نفر در سراسر جهان برای این شرکت کار می‌کنند و در سال مالی ۲۰۱۰ بالغ بر ۱۹٫۵ میلیارد یورو درآمد را برای شرکت به دست آورده‌اند. شرکت لورئال مالک ۴۲ کارخانه در کشورهای مختلف بوده که بیش از ۱۴٫۰۰۰ نفر در این کارخانه‌ها (بخش تولید) فعالیت می‌نمایند. شرکت لورئال به‌طور ثابت ۳٫۳٪ درصد از درآمد هر سال را به بخش تحقیق و توسعه خود اختصاص می‌دهد. هم‌اکنون شمار ۲٫۹۰۰ نفر در مراکز تحقیق و توسعه این شرکت اشتغال دارند.

## سخنگویان

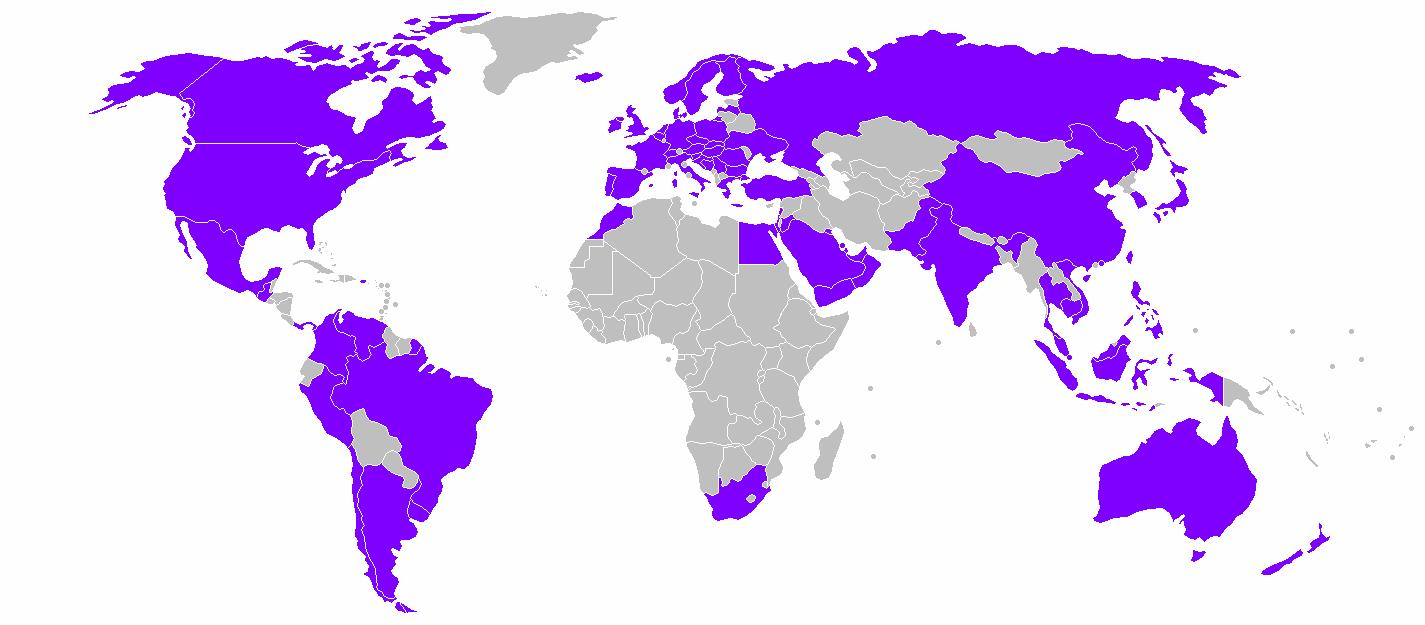
نقشه بازارهای جهانی لورئال

در زیر فهرستی از سخنگویان شرکت لورئال قرار دارد، که به دو بخش سخنگویان زن و مرد، تفکیک شده‌اند. این افراد اغلب از میان بازیگران سینما، خواننده‌ها، مدل‌ها و افراد مشهور انتخاب می‌شوند.

### سخنگویان زن
- لتیسیا کاستا
- شریل کول
- جین فوندا
- میلا یوویچ
- دایان کیتن
- بیانسه
- داوتسن کروس
- دیانه کروگر
- گونگ لی
- اوانجلین لیلی
- اوا لونگوریا
- جنیفر لوپز
- اندی مک‌داول
- فریدا پینتو
- آیشواریا رای
- گوئن استفانی
- ریچل وایس
- میشل یئو
- لی میشل
- خیمنا ناوارته
- هانده ارچل

### سخنگویان مرد
- جرارد باتلر
- پاتریک دمپسی
- هیو لوری

## دفتر مرکزی

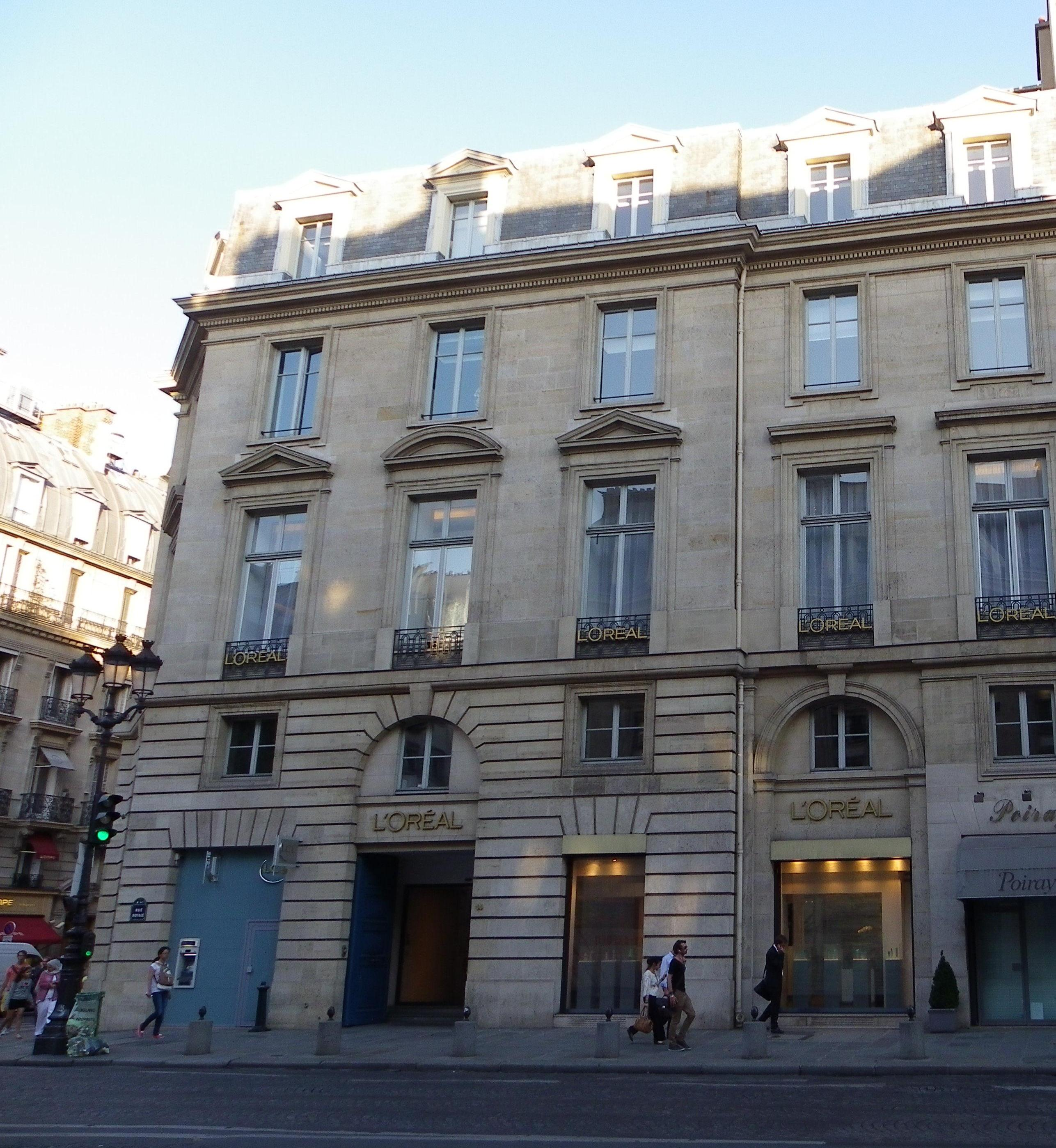
ساختمان رویال لورئال، در شهر پاریس

دفتر مرکزی لورئال در حومه شهر پاریس، در کلیشی، او-دو-سن، فرانسه قرار دارد. این سازه، در دهه ۱۹۷۰ ساخته شده‌است. در حال حاضر ۱٫۴۰۰ نفر از کارکنان لورئال، در این ساختمان مستقر هستند. این ساختمان همچنین، بزرگ‌ترین سالن آرایش جهان را در خود جای داده‌است. در سال ۲۰۰۵ در این سالن در حدود ۹۰ آرایش‌گر و بیش از ۳۰۰ کارمند اشتغال داشتند. دفاتر مرکزی لورئال آمریکا نیز در شهرهای نیویورک و برکلی هایتس، نیوجرسی مستقر می‌باشند.

## سهام‌داران
بخشی از سهام شرکت لورئال در بازار بورس یورونکست و درصدی از سهام نیز در بورس فرانکفورت عرضه شده‌است. در حدود ۳۰٪ درصد از سهام این شرکت در اختیار شرکت سوئیسی؛ نستله و ۳۱٪ درصد از سهام لورئال نیز متعلق به فرانسوا بتانکور می‌یر؛ (دختر لیلیان بتنکور) نوه بنیانگذار شرکت لورئال قرار دارد. همچنین ۰٫۷٪ از سهام این شرکت نیز در اختیار تعدادی از کارکنان لورئال است.

## مدیریت
پس از درگذشت اوژن شولر در سال ۱۹۵۷ دختر او؛ «لیلیان بتنکور» مدیریت شرکت را برعهده گرفت. پس از درگذشت لیلیان در سپتامبر ۲۰۱۷ این وظیفه به یکی از نوه‌های او بنام فرانسوا بتانکور می‌یر واگذار گردید.

## اطلاعات مالی
| سال مالی | ۲۰۰۱  | ۲۰۰۲  | ۲۰۰۳  | ۲۰۰۴  | ۲۰۰۵  | ۲۰۰۶  | ۲۰۰۷  | ۲۰۰۸  | ۲۰۰۹  | ۲۰۱۰  | ۲۰۱۱  | ۲۰۱۲  |
| -------- | ----- | ----- | ----- | ----- | ----- | ----- | ----- | ----- | ----- | ----- | ----- | ----- |
| فروش     | ۱۳۷۴۰ | ۱۴۲۸۸ | ۱۴۰۲۹ | ۱۴۵۳۴ | ۱۴۵۳۳ | ۱۵۷۹۰ | ۱۷۰۶۳ | ۱۷۵۴۲ | ۱۷۴۷۳ | ۱۹۴۹۶ | ۲۰۳۴۳ | ۲۲۴۶۳ |
| درآمد    | ۱۲۲۹  | ۱۴۵۶  | ۱۶۵۳  | ۱۶۵۶  | ۱۹۷۲  | ۲۰۶۱  | ۲۶۵۶  | ۱۹۴۸  | ۱۷۹۲  | ۲۲۴۰  | ۲۴۳۸  | ۲۸۶۸  |
| سود خالص |       | ۳۶۰   | -۴۰۰  | ۱۴۷   | ۲۲۱۷  | ۳۳۲۹  | ۲۳۷۳  | ۳۷۰۰  | ۱۹۵۸  | ۴۱    | -۵۰۴  | -۱۵۷۵ |
| کارکنان  | ۴۹۱۵۰ | ۵۰۴۹۱ | ۵۰۵۰۰ | ۵۲۰۸۱ | ۵۳۴۰۳ | ۶۰۸۵۱ | ۶۳۳۵۸ | ۶۷۶۶۲ | ۶۴۶۴۳ | ۶۶۶۱۹ | ۶۸۸۸۶ | ۷۲۶۳۷ |